# Гале
Гале́ (фр. Galey) — коммуна во Франции, находится в регионе Окситания. Департамент коммуны — Арьеж. Входит в состав кантона Кастийон-ан-Кузеран. Округ коммуны — Сен-Жирон.
Код INSEE коммуны — 09128.

## Население
Население коммуны на 2008 год составляло 113 человек.
| 1962 | 1968 | 1975 | 1982 | 1990 | 1999 | 2008 |
| ---- | ---- | ---- | ---- | ---- | ---- | ---- |
| 97   | 131  | 121  | 114  | 82   | 101  | 113  |

## Экономика
В 2007 году среди 64 человек в трудоспособном возрасте (15—64 лет) 43 были экономически активными, 21 — неактивными (показатель активности — 67,2 %, в 1999 году было 64,9 %). Из 43 активных работали 32 человека (17 мужчин и 15 женщин), безработных было 11 (5 мужчин и 6 женщин). Среди 21 неактивных 6 человек были учениками или студентами, 6 — пенсионерами, 9 были неактивными по другим причинам.

## Достопримечательности
- Часовня Сен-Пьер
- Часовня Сен-Квентин
- Скульптурная композиция «Голгофа»